# Jaime Serra i Cau

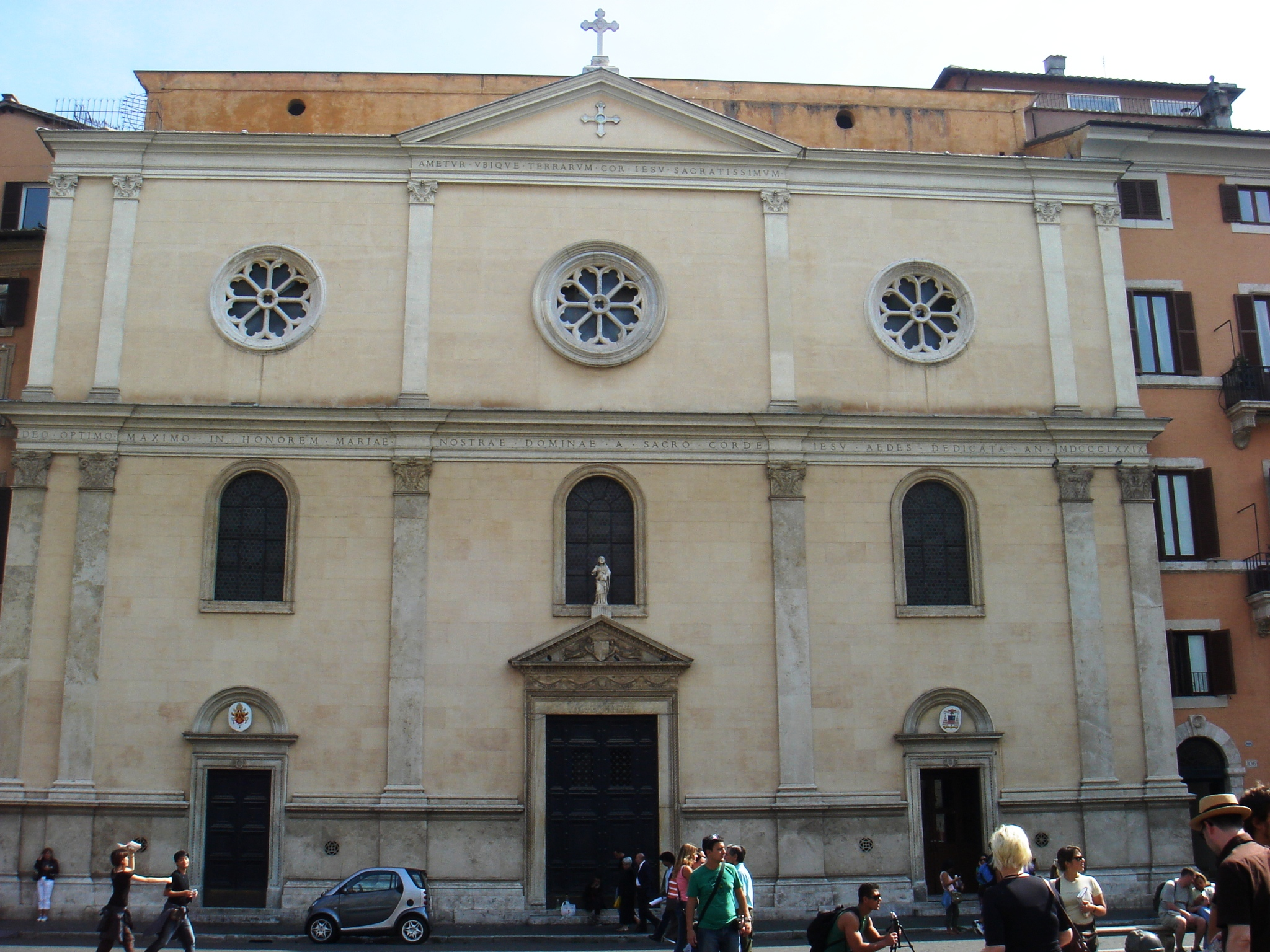
Kardinal Serras gravkyrka i Rom – Nostra Signora del Sacro Cuore, tidigare benämnd San Giacomo degli Spagnoli

Jaime Serra I Cau, född cirka 1430 i Valencia, Spanien, död 15 mars 1517 i Rom, var en spansk kardinal.

## Biografi
Serra stod på god fot med påve Calixtus III och kom senare att bli rådgivare åt påve Alexander VI. Mellan 1492 och 1510 var han ärkebiskop av Oristano. Från 3 september 1501 till den 6 april 1513 var Serra administrator för Linköpings stift.
Jaime Serra utsågs den 28 september 1500 av påve Alexander VI till kardinalpräst med San Vitale som titelkyrka. Två år senare erhöll han San Clemente som titelkyrka. Julius II utnämnde Serra 1511 till kardinalbiskop av Albano. Det finns en uppgift som gör gällande att han i juli 1516 utsågs till kardinalbiskop av Palestrina, men detta är omstritt.
Kardinal Jaime Serra I Cau har fått sitt sista vilorum i kyrkan San Giacomo degli Spagnoli, numera benämnd Nostra Signora del Sacro Cuore, vid Piazza Navona i centrala Rom. Gravkapellet uppfördes efter ritningar av Antonio da Sangallo d.y.

## Fotnoter
1. ↑  Cristofori, Francesco, Cronotasi dei cardinali di Santa Romana Chiesa. Roma: Tipografia de Propaganda Fide 1888, s. 21.